# Sharanahua
Sharanahua  (Onicoin, Sharanawa), pleme ili skupina američkih Indijanaca porodice Panoan, nastanjenih na gonjem toku Purusa u Peruu i na gornjoj Envira i Rio Humaitá u brazilskoj državi Acre. Današnja populacija iznosi nešto peko 400 osoba (1993); prema SIL-u 450 u peruu i 500 u Brazilu. Imaju 7 sela uz rijeke Purús, Curanja, Chandles i Acre. Sela se sastoje od velikih multiobiteljskih kuća (maloka). Ekonomke ativnosti se temelje na lovu, ribolovu i posijeci-i-spali zemljoradnji. Viseće ležaljke (hamak) i kanui proizvode se radi prodaje.  Nasljeđe je patrilinearno. sami sebe nazivaju Onicoin. ostale njima srodne skupine koje govore njihovim dijalektima su Marinahua (Marinawa), Chandinahua i Mastanahua. Jezično su im najbliži Yaminahua s kojima pripdaju skupini Yaminahua-Sharanahua.